# 펠릭스 실라

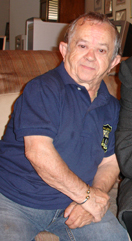

펠릭스 실라(Felix Silla, 1937년 1월 11일 ~ )는 이탈리아의 영화배우, 텔레비전 배우이다.
로마에서 태어났다.

## 영화
- 천하무적 갈가메스 (1995년)
- 배트맨 2 (1992년)
- 하우스 (1986년)
- 미트볼 2 (1984년)
- 별들의 전쟁 - 파일롯 (1979년)
- 브루드 (1979년)
- 별들의 전쟁(영어판) (1979년)
- 배틀스타 갤럭티카 - 78년 시리즈 (1978년)
- 프로테우스4 (1977년)
- 스네이크 (1973년)
- 돈 비 어프레이드 오브 더 다크 (1973년)
- 퍼픈스터프 (1970년)
- 혹성탈출 (1968년)
- 포인트 블랭크 (1967년) - 벨보이 역
- 아담스 패밀리 (1964년)
- 아내는 요술쟁이 (1964년)